# Późne popołudnie
Późne popołudnie – polski film psychologiczny z 1964 roku.

## Obsada aktorska
- Wanda Łuczycka − Maria Siankowa
- Magdalena Zawadzka − Tuńka, córka Marii
- Elżbieta Kępińska − Bożena, sublokatorka Siankowej
- Franciszek Pieczka − Janusz, sublokator Siankowej
- Danuta Balicka − Cesia, koleżanka Bożeny
- Barbara Brylska − pływaczka Jeżykówna
- Kazimierz Dejunowicz − pracownik klubu "Tempo"
- Barbara Horawianka − nauczycielka Tuńki
- Elżbieta Karkoszka − koleżanka Tuńki

## Opis fabuły
Poznań. W jednej z kamienic mieszkają Maria Siankowa, masażystka po pięćdziesiątce, jej córka Tuńka i sublokator Janusz. Tuńka za namową koleżanki wysyła swe zdjęcia marząc o karierze filmowej. Janusz jest kierowcą, który marzy o emigracji i w tym celu wysyła listy do zagranicznych instytucji szukając tam zaczepienia. Pewnego dnia do ich domu powraca Bożena - dawna podopieczna Siankowej i przyjaciółka Tuńki. Bożena, piękna młoda kobieta, zaraz wzbudza zainteresowanie w samotnym Januszu, co wywołuje kobiecą zazdrość u Siankowej. Zdolna pływaczka Jeżykówna nie dostała się do reprezentacji, więc żali się Tuńce, że Siankowa intryguje przeciwko niej.  W domu rodzi się konflikt, w wyniku którego Bożena, a później Janusz, wyprowadzają się. Tuńka w szafce Siankowej znajduje plik listów do Janusza od jego zagranicznych korespondentów. Okazuje się, że Siankowa je przechwytywała i ukrywała. Tuńka demaskuje oszustwo swej matki. Dzięki interwencji Tuńki, Janusz z Bożeną znów się do nich wprowadzają. Tunka dostaje negatywną odpowiedź z wytwórni filmowej. Siankowa targana wstydem naprawia swe złe stosunki z pływaczką Jeżykówną.